# Chi ha paura del dottor Kramer?
Chi ha paura del dottor Kramer? è un film del 2020 diretto da Claudio Bozzatello e prodotto da SNV Italia.

## Trama
Chiara, Giorgio, Antonio e Valentino sono quattro attori impegnati in un’opera teatrale, Giulia e gli altri, diretta dal regista Axl, che improvvisamente si trovano travolti dal lockdown. Da quel momento in poi, costretti a rinunciare alla commedia in cui stavano recitando, scoprono l’arte del reinventarsi. Tra momenti di sconforto, situazioni tragicomiche e un incidente dal passato che mette i rapporti a dura prova, la follia sembrerà l’unica strada percorribile.

## Produzione
Chi ha paura del dottor Kramer è stato realizzato tra fine marzo e aprile del 2020, nel pieno rispetto delle regole del lockdown e a costo zero.

## Promozione
Il trailer e la locandina ufficiale del film sono stati diffusi online l'8 ottobre 2020.

## Distribuzione
Il film è disponibile in streaming sulla piattaforma Amazon Prime Video, Chili  e nelle sale cinematografiche MoviePlanet.